# Çukurova BK Mersin
Maillots
Le Çukurova Basketbol Kulübü Mersin, ou plus simplement ÇBK Mersin, est un club féminin turc de basket-ball évoluant en TBBL, soit la première division du championnat de Turquie.
Le club est basé dans la ville de Mersin (ou Mersine en français) et joue ses rencontre à l’Arena Servet-Tazegül (tr) à Yenişehir dans la banlieue de Mersin.
Il ne doit pas être confondu avec l’autre club de la ville, le Mersin BŞB (en), jouant actuellement en deuxième division.

## Historique

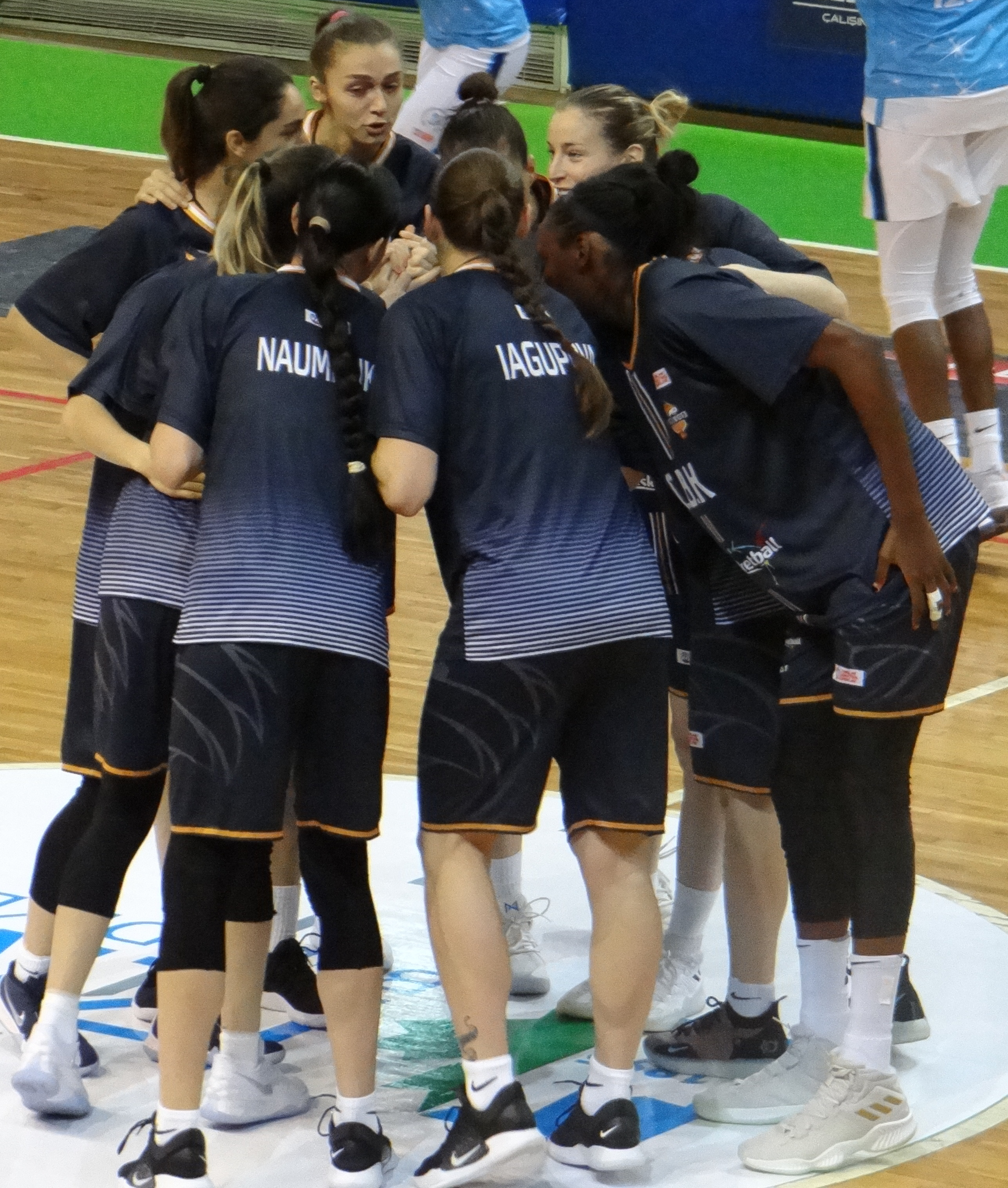
L’équipe du ÇBK avant un match de championnat, en décembre 2018.

Le club est fondé en mai 2017 grâce au rachat des droits sportifs du club de l’université de Kyrenia (en) (11e de la ligue, 7–19), basée à Kyrenia-Girne dans la république turque de Chypre du Nord non reconnue internationalement, mais jouant ses matches à Mamak dans la banlieue d’Ankara.
Le ÇBK Mersin tire son nom de la Çukurova, aussi appelée « plaine de Cilicie », région naturelle du sud de la Turquie partagée entre les provinces d’Adana, d’Osmaniye, de Mersin et du Hatay.

## Palmarès

### Compétitions européennes
- Euroligue

Finaliste (2) : 2023 et 2025

### Compétitions nationales
- Championnat de Turquie
  - Finaliste (2) : 2019, 2022

- Coupe de Turquie
  - Vainqueur (2) : 2022, 2025

## Entraîneurs successifs
- 2019–2021 :  Ceyhun Yıldızoğlu
- 2021–2022 :  Olcay Orak (tr)
- 2022–déc. 2022 :  Emre Vatansever (tr)
- 2023-oct. 2023 :  Roberto Íñiguez (en)
- nov.–déc. 2023 :  Olcay Orak (tr)
- 2024 :  Ceyhun Yıldızoğlu
- 2024– :  Roberto Íñiguez (en)

## Joueuses célèbres ou marquantes
| Turquie - Lara Sanders (1 saison : '19-'20) - Pelin Bilgiç (1 saison : '18-'19) - Şaziye İvegin (1 saison : '18-'19) - Gökşen Fitik (4 saisons : '17-'21) - Sevgi Uzun (1 saison : '18-'19) - Quanitra Hollingsworth (3 saisons : '21-'24) États-Unis - Brittney Sykes (1 saison : '19-'20) - Chelsea Gray (2 saisons : '18-'19, '22-'23) - Diamond DeShields (1 saison : '17-'18) - Erlana Larkins (1 saison : '17-'18) - Jantel Lavender (1 saison : '19-'20) - Kelsey Bone (1 saison : '18-'19) - Morgan Tuck (1 saison : '19-'20) - Nia Coffey (1 saison : '19-'20) - Shavonte Zellous (1 saison : '21-'22) - Yvonne Turner (1 saison : '21-'22) - Tiffany Hayes (2 saisons : '21-'23) - Jasmine Thomas (1 saison : '21-'22) - DeWanna Bonner (2 saisons : '21-'23) - Elizabeth Williams (2 saison : '22-'24) - Briann January (1 saison : '22-'23) - Marina Mabrey (1 saison : '23-'24) - Kahleah Copper (1 saison : '23-'24) - Stephanie Mavunga (1 saison : '23-'24) Biélorussie - Alex Bentley (1 saison : '19-'20) | Belgique - Kim Mestdagh (1 saison : '18-'19) Roumanie - Gabriela Mărginean (1 saison : '19-'20) Espagne - Astou Ndour (1 saison : '18-'19) - Leonor Rodríguez (1 saison : '19-'20) - María Araújo (1 saison : '23-'24) Ukraine - Alina Iahoupova (4 saisons : '17-'19, '20-'21, '23-'24) - Lioudmyla Naoumenko (3 saisons : '17-'19, '20-'21) France - Olivia Époupa (1 saison : '23-'24) Royaume-Uni - Temi Fagbenle (1 saison : '21-'22) Pays-Bas - Laura Cornelius (2 saison : '22-'24) Serbie - Aleksandra Crvendakić (1 saison : '22-'23) Monténégro - Jelena Dubljević (1 saison : '22-'23) Bosnie-Herzégovine - Jonquel Jones (1 saison : '22-'23) |